# عش حرا أو مت (اختلال ضال)
«عش حرا أو مت» (بالإنجليزية: Live Free or Die)‏ هي الحلقة الأولى للموسم الخامس من مسلسل إيه إم سي التلفزيوني الدرامي اختلال ضال. كتبها فينس غيليغان وأخرجها مايكل سلوفيس، بُثَّت على إيه إم سي في 15 يوليو 2012.

## وصلات خارجية
- «عش حرا أو مت» على إيه إم سي (بالإنجليزية)
- «عش حرا أو مت» على قاعدة بيانات الأفلام على الإنترنت (بالإنجليزية)